# شريان عضدي عميق
الشريان العميق العضدي (بالإنجليزية: Deep artery of arm)‏ هو شريان طويل يقع على جانب الشريان العضدي وخلفه.

## صور

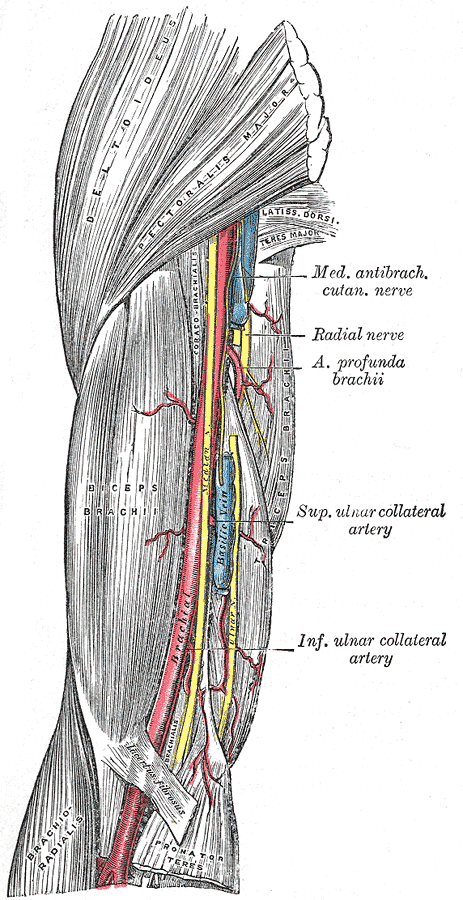
شريان عضدي.
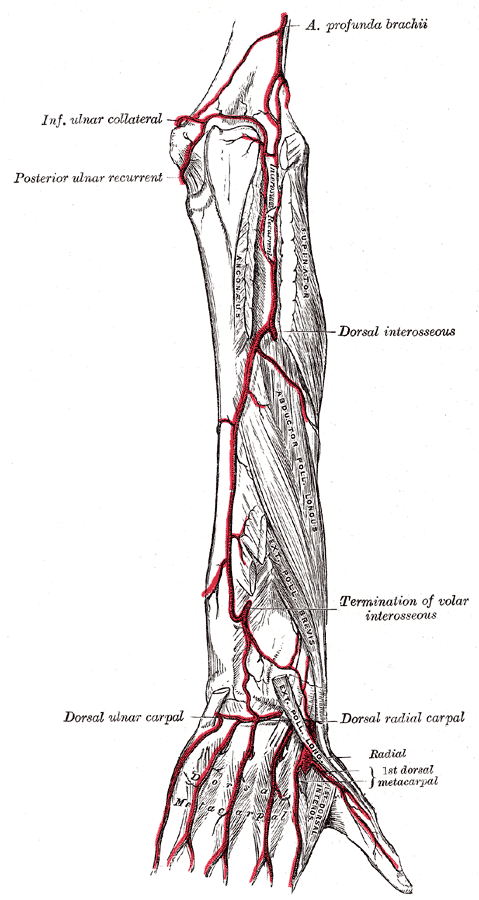
رؤية أمامية لليد حيث تظهر الشرايين.

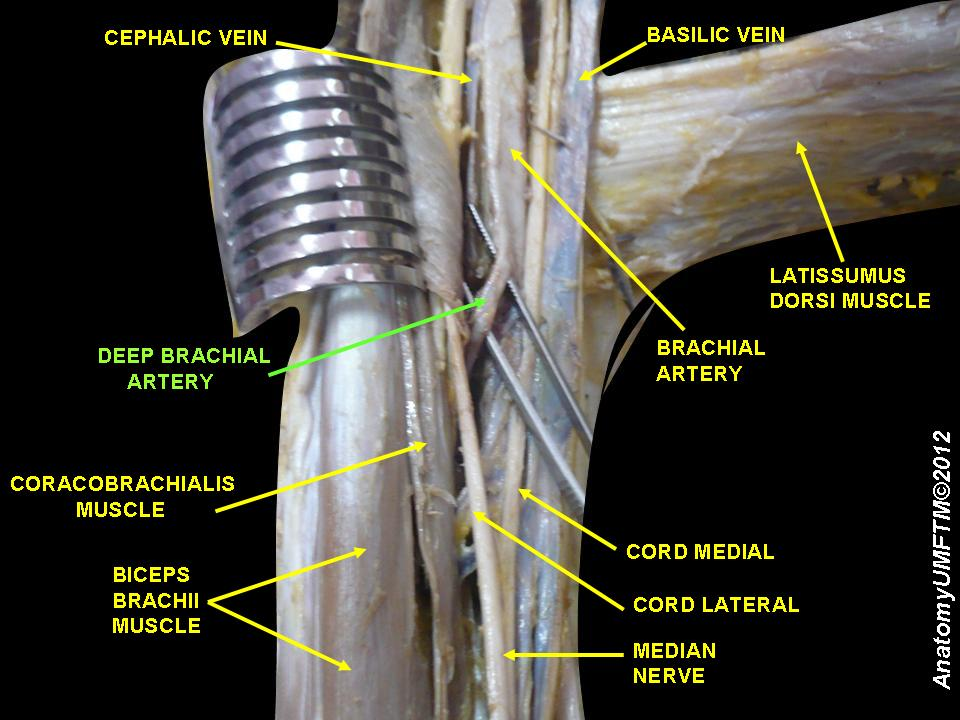
الشريان العضدي العميق
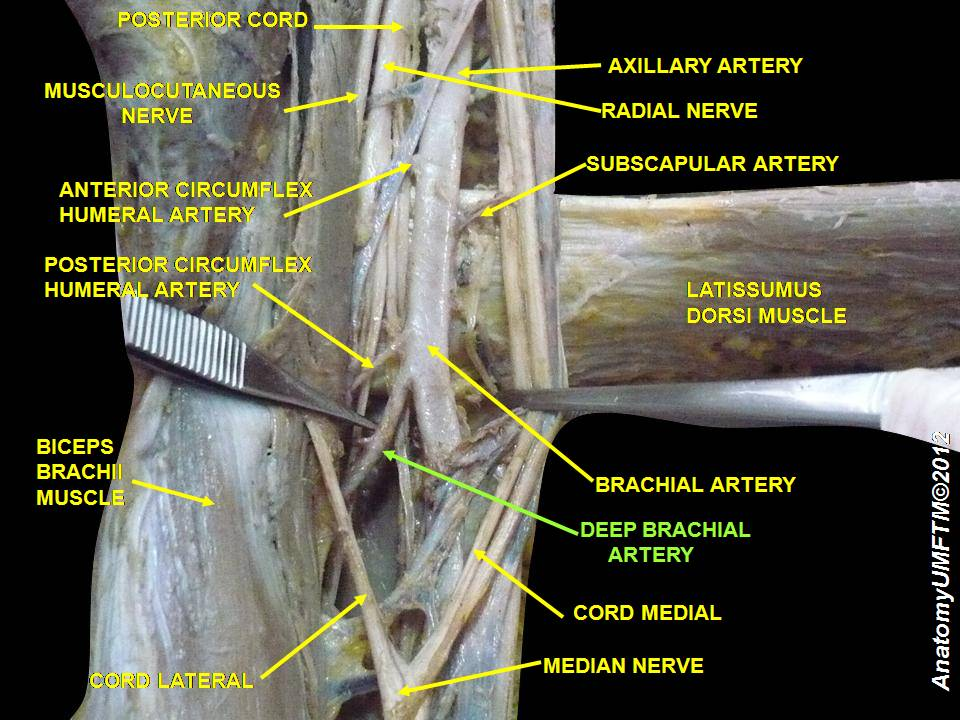
الشريان العضدي العميق

## وصلات خارجية
- profunda%20brachii%20artery في قاموس إي ميديسين

- درسٌ تشريحي حول lesson4arteriesofarm مُعدٌ بواسطة ويسلي نورمان (جامعة جورجتاون).